# 宇月田麻裕
宇月田 麻裕（うつきた　まひろ）は、日本の作家、タレント、占術家。ホリプロ所属。神奈川県横須賀市出身。自称「開運研究家」。

## 経歴
10代から20代は音楽活動を主に行う。大学卒業後広告代理店に勤務していたが、占い師の勧めで弟子入りをする。1991年にハッピネスファクトリーを設立、自称「開運研究家」として活動している。テレビの占いにもかかわる。
近年は動物関係の活動を行い、ドッグトレーナー等としても活動。自著で、捨てられた動物の保護活動や保護犬のドッグトレーニング等のボランティア活動も行っていると述べている。

## 主な執筆活動
- 著書『一番わかりやすい はじめての宿曜占星術』(発行:日本文芸社2023年2月14日　ISBN-13	978-4537220810 )
- 著書『かったりーけど占ってやるかー ぐでたま占い 』(発行:宝島社2018年1月19日　ISBN 978-4800279194 )
- 著書『運を開く27宿の教え 宿曜占星術』(発行:説話社　2016年10月6日　ISBN 978-4906828272 )　2022年に重版
- 著書『犬語の本』(発行:泰文堂　リンダブックス　2014年11月15日　ISBN 4803006148 )
- 著書『開運研究家 宇月田麻裕の90秒で恋愛体質になれる本』Kindle版（マイナビ出版 2013年11月23日 ASIN B00GTHGRPK ）
- 著書『あなたの5年後はこうなる 宿曜占星術』(発行:有楽出版社　発売: 実業之日本社 2012年9月20日 ISBN 4408593680 )
- 著書 『心に残るペットと人との感動ドラマ』（学研  2004年11月 ISBN 4054026532 ）
- 著書 『もっともわかりやすい宿曜占星術』(説話社 2002年12月 ISBN 4916217276 )
- 著書 『宿曜占星術が教える大破壊』(作品社 2003年12月 ISBN 4878935871 )
- 著書 『ダ・マーヤー占星術’92』（吟遊社 1991年12月 ISBN 479529402X）
- 著書 『ダ・マーヤー占星術』　（廣済堂出版 1993年1月1日 ISBN 4331503909 ）
- 著書 『あなたを大成功に導く陰陽五行占いしあわせレシピ』 （生活情報センター 2005年4月 ISBN 4861261945 ）
- 著書 『宇月田麻裕の　I LOVE ペット占い』(日東書院 2006年11月 ISBN 4528013371 )
- 著書 『名前でズバリ診断！　幸せの「あかさたな占い」』(PHP研究所 2006年11月 ISBN 4569657664 )
- 著書 『運を呼び込む　ハッピーおそうじ術』（主婦と生活社 2006年11月 ISBN 439113330X ）
- 著書 『魔性の27キャラ占い』(文芸社ビジュアルアート 2006年12月 ISBN 4862642306)

## テレビ出演
- はやドキ!ぐでたま占い（ TBS）レギュラー出演[6]
- ズームイン!!SUPER　あかさたな占い（日本テレビ）レギュラー出演[7]
- ワンダフル・NaNaと麻裕の21世紀大予言（TBS）レギュラー出演[8]